# Korset

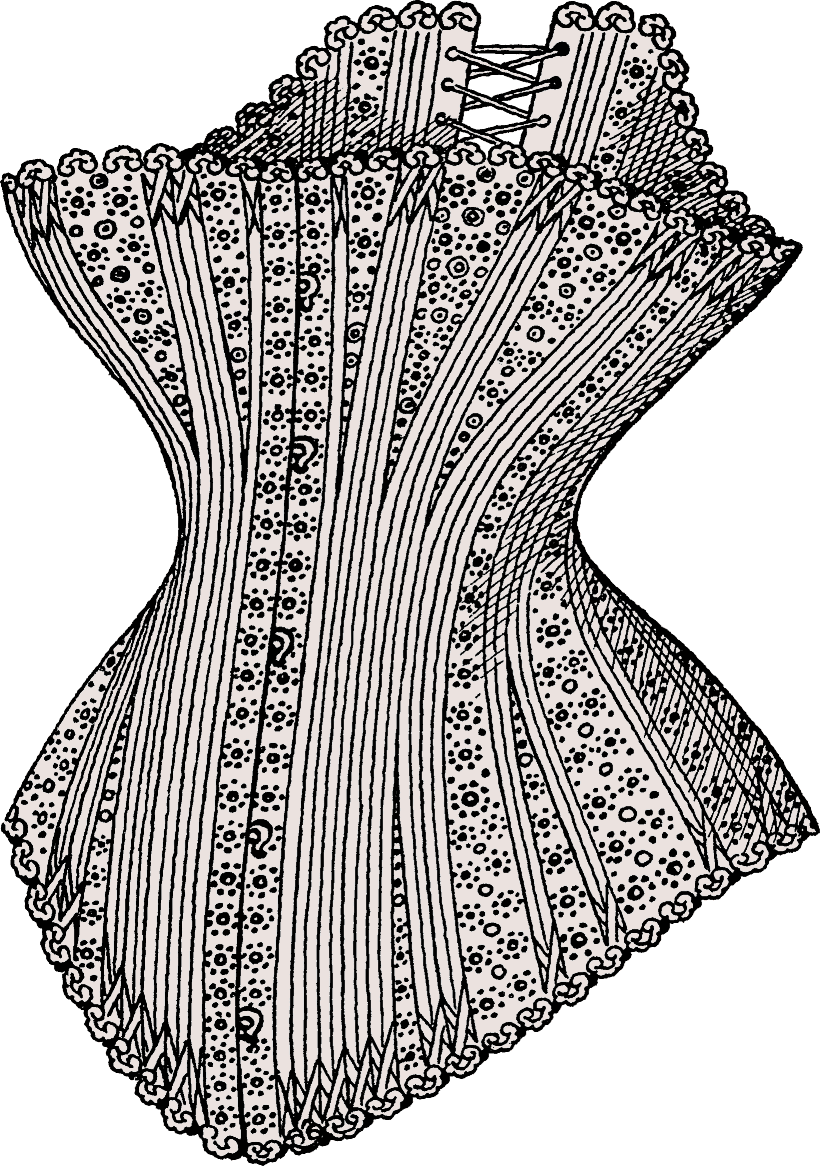
Een Victoriaans zandloperkorset van rond 1860-1880

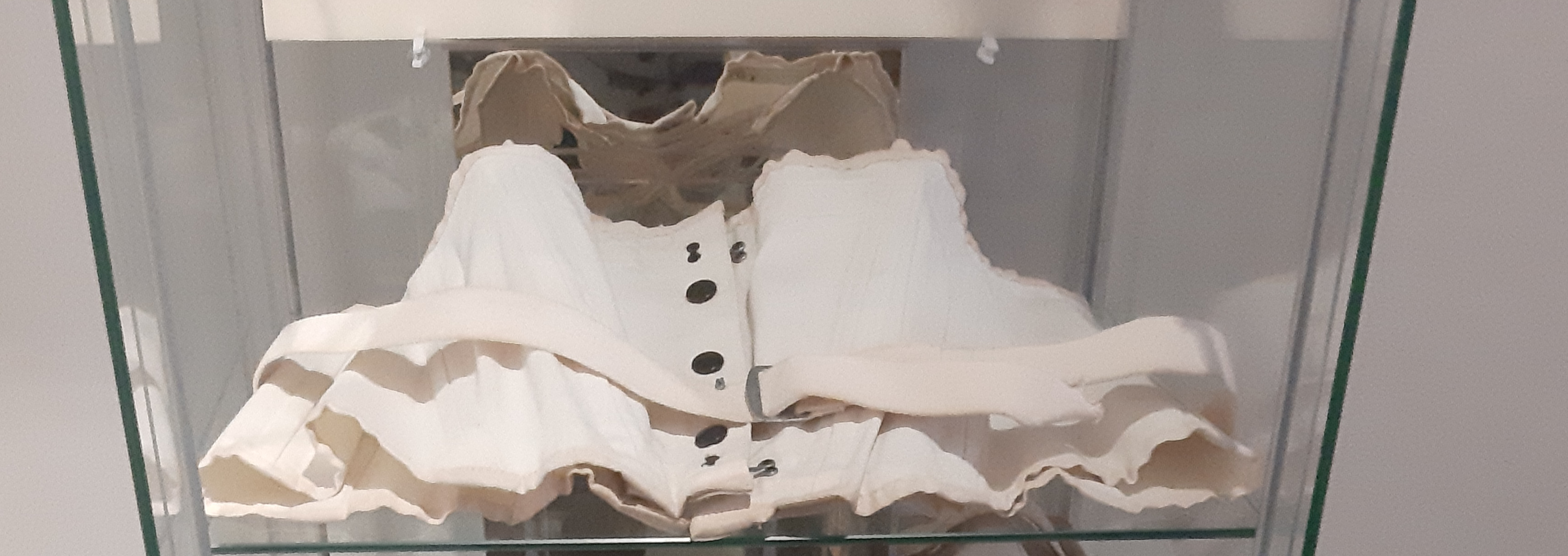
Zomerkorset voor mannen

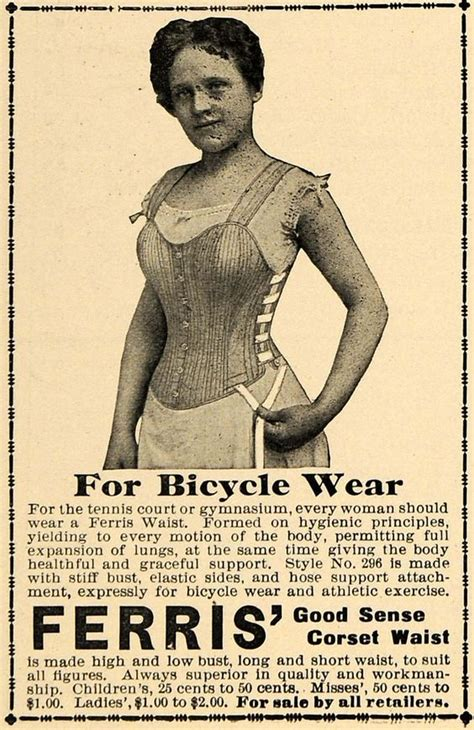
Reclame voor een sportief corset (van rond 1910-1920)

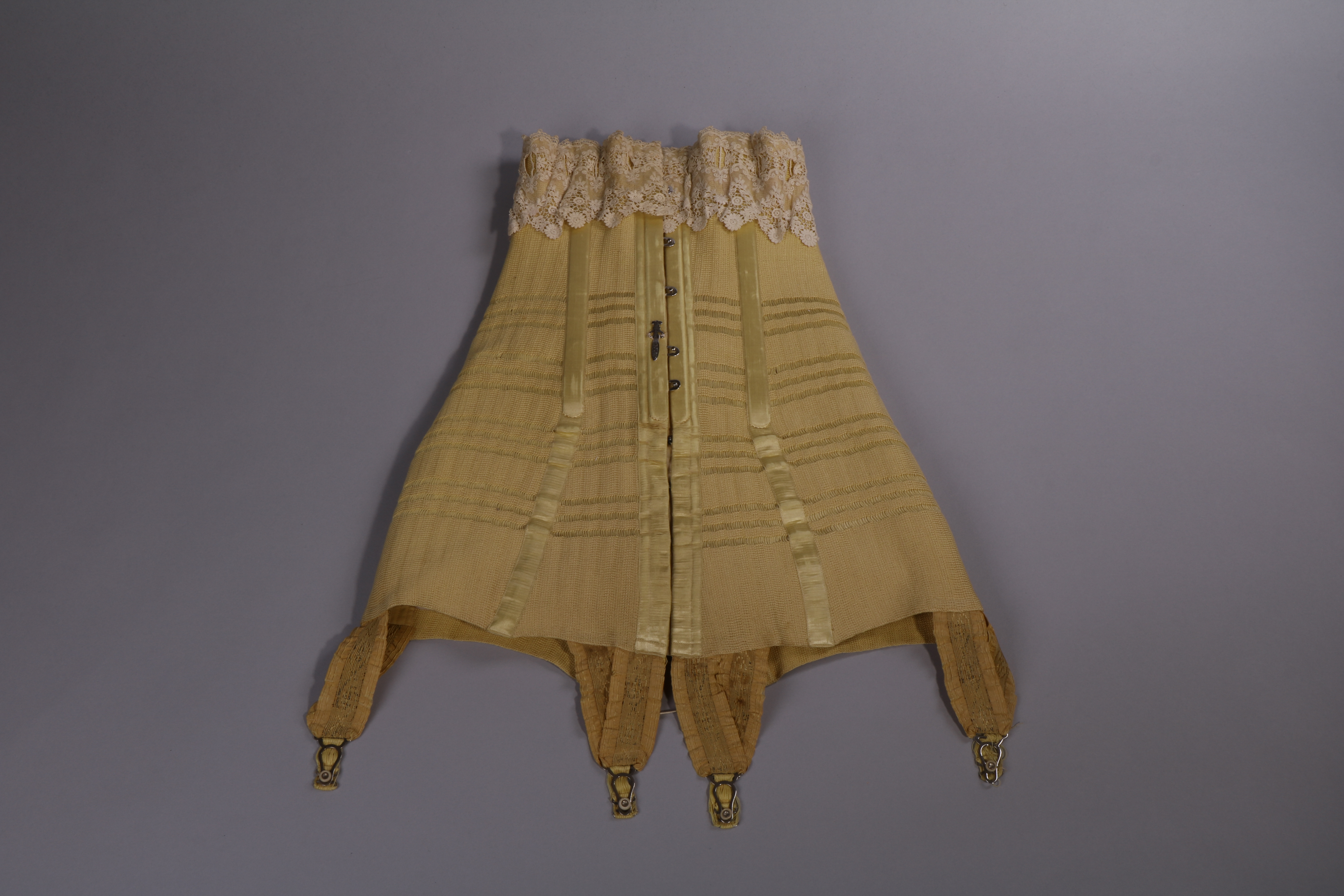
Gebreid korset in geel katoen afgewerkt met kant, 1909, MMH.2010.0483, Modemuseum Hasselt

Een korset (verzamelnaam: ook bekend als lijfjes, rijglijf of keurslijf) is een kledingstuk bedoeld om de taille of de boezem te ondersteunen. Korsetten waren honderden jaren vast onderdeel van damesondergoed: het eerste korset is gedateerd rond 1600 v.Chr. Ze werden tot het einde van de jaren vijftig dagelijks gedragen door iedere vrouw met een boezem en soms ook door mannen. Korsetten zijn nooit verdwenen, al is het gebruik ervan tegenwoordig sterk afgenomen.

## Geschiedenis
De eerste korsetten zijn gedateerd in 1600 v.Chr. naar vondsten uit de Oud-Griekse samenleving. Het moderne korset wordt toegeschreven aan de schrijfster en uitvindster Roxey Ann Caplin, die haar ontwerp inzond naar de Great Exhibition van 1851 in Londen, en daarvoor een eremedaille ontving.
Korsetten begonnen rond 1911 uit het alledaagse straatbeeld te verdwijnen, na de ontdekking van elastomeer. Hun verdwijning werd bijna permanent rond de jaren zestig.
Korsetten herleven regelmatig in popcultuur; zo worden ze bijvoorbeeld gedragen door Tan France, Madonna, Janet Jackson, Beyoncé en Britney Spears.
Bij tijd en wijle worden korsetten en lijfjes opnieuw geïntroduceerd in massaal geproduceerde mode. Deze zijn nooit op maat gemaakt en bevatten daarom meestal alleen flexibele elementen zoals plastic baleinen, elastiek of ritssluitingen. Daarnaast zijn er nog tientallen producenten die ze op traditionele wijze maken.

## Het korset
Korsetten zijn voor het bovenlichaam gemaakt uit een stuk stijve stof met een verticale opening. Ze worden gedragen over een chemise, shirt of hemd omdat dit voorkomt dat het korset vies wordt en de structuur anders schuurt op de huid. De opening wordt op verschillende manieren bijeen gehouden, zoals met linten, spiralen, haakjes of veters. Door de jaren veranderden de stijl, vorm, materialen en lengte met modetrends: er bestaan talloze variaties, waaronder bijvoorbeeld het zandloperkorset, het prinses Alexandra silhouet en de empire-lijn.
Sommige korsetten bevatten verticale baleinen die de rug ondersteunen. Deze werden gemaakt van walvisbeen, hout, ivoor, hoorn of metaal. Stijve en flexibele baleinen worden toegepast naargelang hun positie in het korset. Bij ronde en beweeglijke lichaamsvormen, zoals de maag en borsten, gebruikt men vaker flexibele baleinen. Baleinen aan de voor- en achterzijde zijn meestal stijver.
Daarnaast is de stijl van het bustestuk grofweg te verdelen in drie groepen: onderbuste (dat borsten vrij laat), halfbuste (tot over de tepellijn) en overbuste (dat borsten bedekt).
Korsetten voor mannen zijn in de regel onderbusten.

### Dragen
Korsetten werden niet alleen als alledaags ondergoed gedragen maar ook als positiekleding, als statussymbool en voor allerlei verschillende sporten, waaronder paardrijden, acrobatiek, tennis, wintersport, dansen, jagen, vechtsport, bergklimmen en fietsen.
Korsetten worden gesloten met haakjes of ingeregen met een lint of veter. Sommige langere en stijvere korsetten moeten steeds opnieuw geregen worden, omdat men ze niet vastgeregen kan uitdoen. Verreweg de meeste worden aan- en uitgetrokken met de linten er nog in. Deze korsetten worden over het hoofd getrokken, als een trui, of vanaf beneden, als een rok, en worden daarna passend gemaakt door de linten aan te trekken tot het korset lekker zit (zoals je dat ook doet met veterschoenen). De linten worden daarna weggestopt - bijvoorbeeld in een strik, onder het korset, in de broek of in de rok.
Korsetten zijn ongeschikt om in te slapen.

### Traditionele productie
Een traditioneel korset gaat meerdere jaren mee. Het naaien is een proces van meerdere weken. Het passen neemt meerdere dagen in, omdat maten zoals S, M en L nog niet bestonden: die kwamen na de laatste helft van 1800. Bij het opmeten wordt gekeken naar hoe iemand zich beweegt. In de laatste fase van het maakproces worden alle kleine aanmetingen gedaan met het korset op het lijf: zo kunnen korsetten meebewegen de zwellingen en dalingen van de longen, maag en borsten.
Korsetten worden aangepast op gebruiksbehoefte. Zo hebben bijvoorbeeld (zwangere) huisvrouwen of koningen andere korsetten nodig dan generaals of schrijfsters. Ook spelen leeftijd en lichaamsbouw een rol. Daarom wordt de drager of draagster ervan geobserveerd en regelmatig opnieuw opgemeten.

### Medisch korset

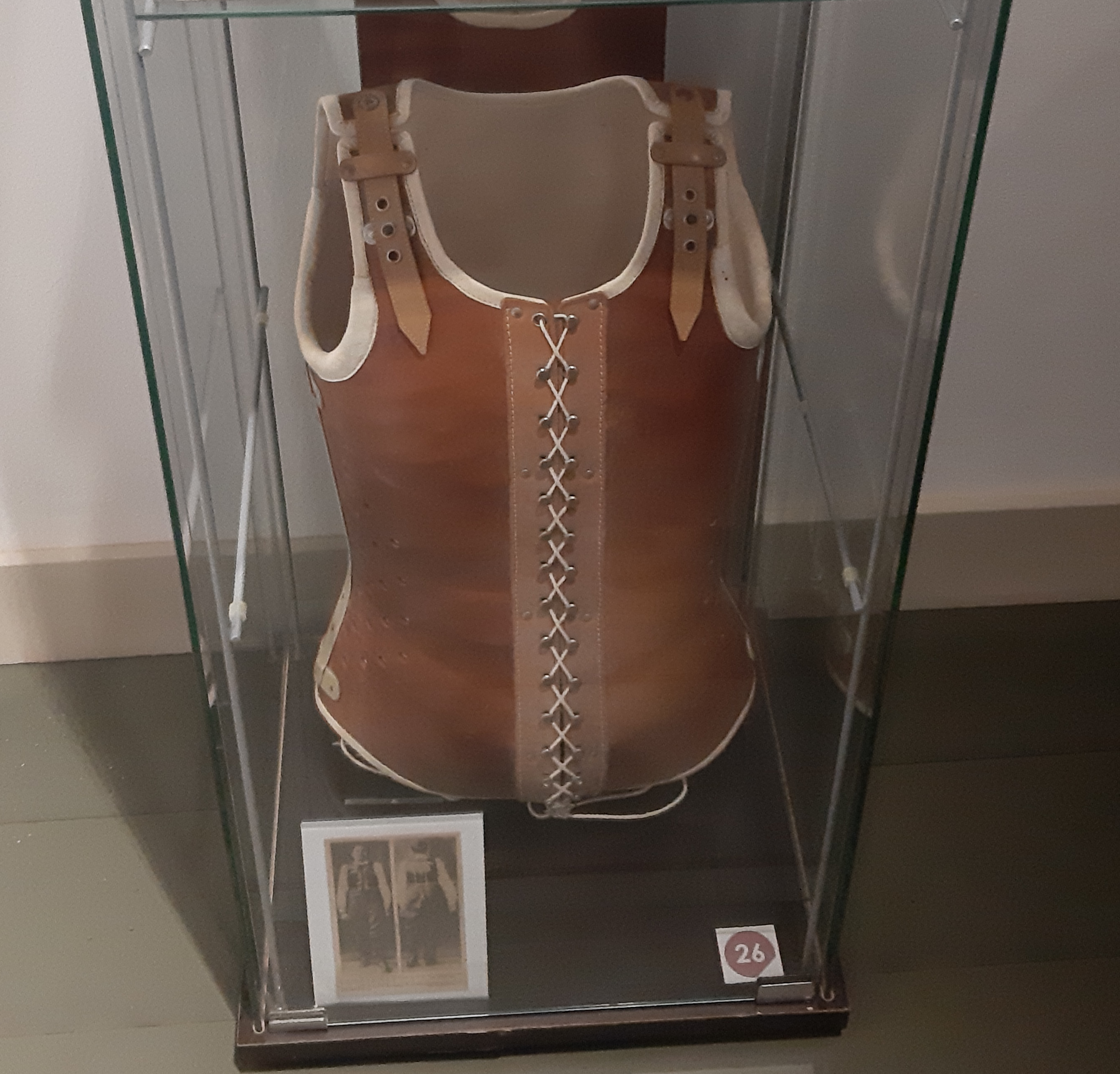
Medisch korset

Medische korsetten worden gebruikt om het lichaam speciale steun te verlenen. Zoals bij sommige trauma's, spierziekten, botbreuken en rugklachten om de rug van de patiënt van extra steun te voorzien en verergering van klachten te voorkomen, genezing te bevorderen of een verbetering van het lichamelijk functioneren mogelijk te maken. Medici zijn terughoudend met het voorschrijven van een permanent te dragen medisch korset, aangezien dan de spieren die het natuurlijk korset vormen, verslappen. Het kan ook zijn dat de patiënt scoliose heeft en daar zelf niets merkt; ook dan wordt een korset aangeraden.
Bekende dragers van medische korsetten zijn Andy Warhol en Frida Kahlo.

## Korsethysterie

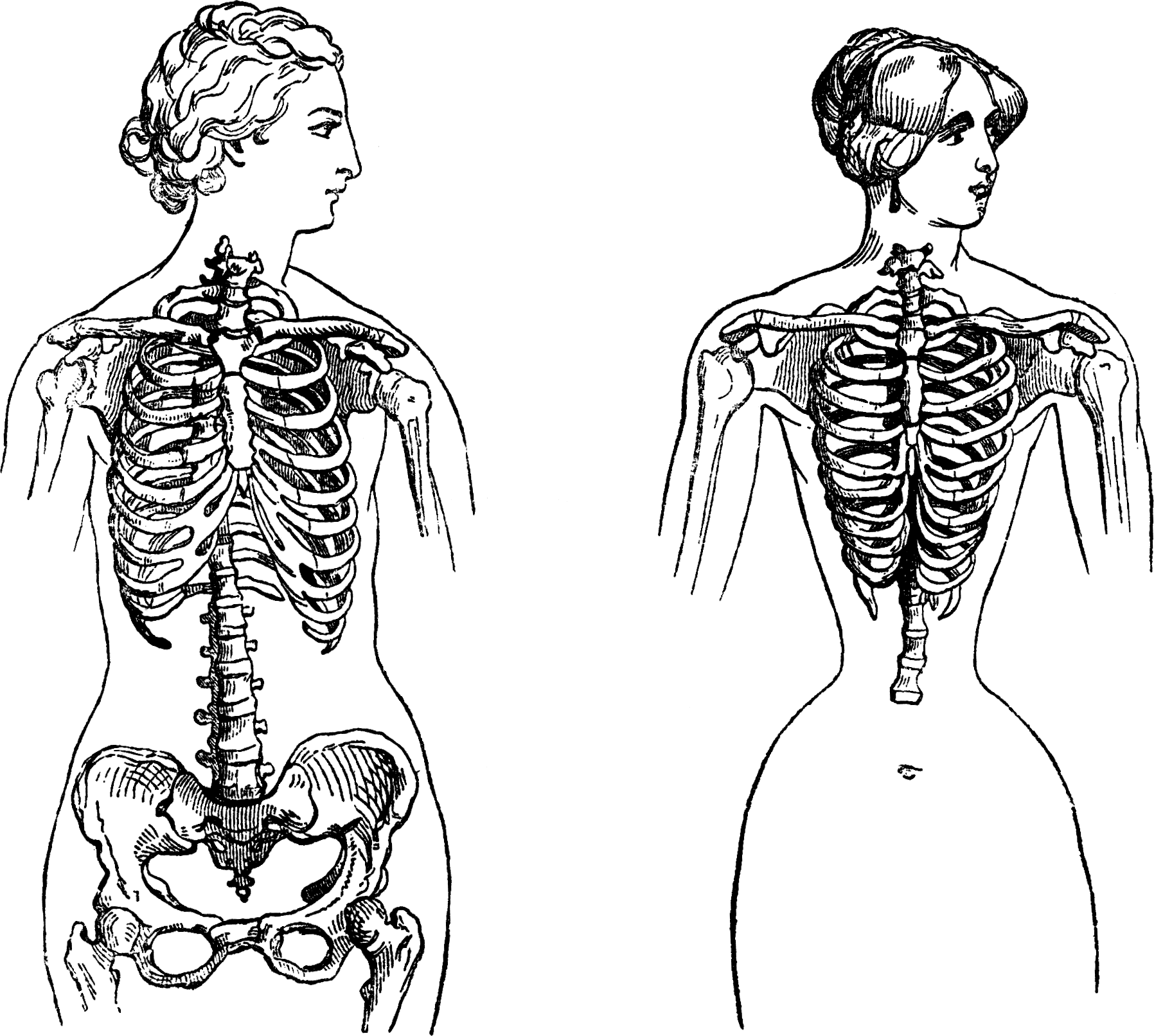
Spotprent: "Effect van een korset op de ribbenkast". Links normale vrouw, rechts na veelvuldig dragen van een korset.

Er bestaan verschillende mythen over korsetten. De bekendste is dat korsetten martelwerktuigen zijn die een reeks problemen zouden veroorzaken: van alledaagse taken niet kunnen uitvoeren en flauwvallen tot botbreuken, interne bloedingen en de dood. Dit is onjuist. Korsetten bestaan al ruim 3600 jaar en zijn nooit verdwenen. Vrouwen (en soms ook mannen) droegen ze dagelijks.

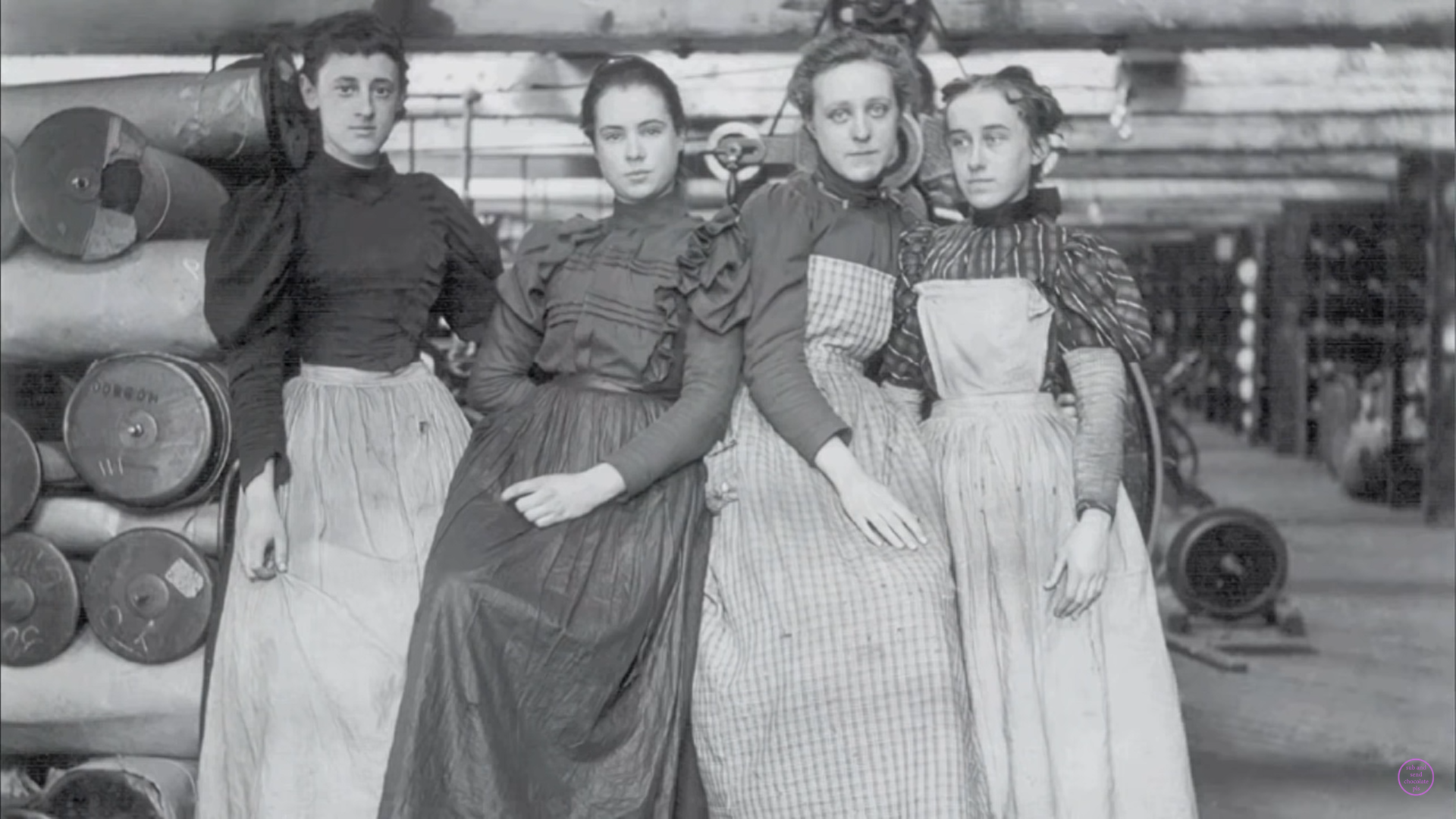
Loonarbeidsters in korset (ca. 1900)

Korsetten kunnen wel gebruikt worden voor het toebrengen van gecontroleerde pijn of verstikking: dit valt echter onder tightlacing of (esthetische) bdsm en heeft niets met gewone korsetten te maken.
Deze mythe wordt versterkt door de geleefde ervaringen van mensen die een slechtpassend korset dragen - en aannemen dat alle korsetten in de geschiedenis even oncomfortabel waren. Dit gebeurt bijvoorbeeld wanneer een winkelketen massaal geproduceerde korsetten verkoopt, of wanneer acteurs en actrices in kostuumkorsetten moeten werken die in verband met special effects, stunts, stilistische overwegingen of simpelweg tijdgebrek niet passend op hun lichaam konden worden gemaakt.
Een andere mythe is dat korsetten de drager een kleine taille geven. Dit is net zo waar als dat een bril scherpe ogen geeft: de drager ziet beter, totdat deze de bril weer afzet.
Ook wordt geclaimd dat korsetten tweepersoonskledingstukken zijn die men niet zelfstandig kan aantrekken. Dit is alleen waar bij uitzondering, zoals wanneer het korset is versierd met een ongewoon complexe sluiting aan de achterkant. Deze mythe is algemeen bekend geworden door een scène in de film Gone with the Wind (1939) waarin een kamermeisje met haar volle gewicht aan de korsetlinten van haar werkgeefster gaat hangen. Deze grap is vaker herhaald met kleine variaties, zoals dat de help(st)er een (geschoende) voet in de rug van de ander plant.
Nog een wijdverbreide mythe is dat korsetten op de blote huid worden gedragen. Dit wordt onder andere gedaan in films als stilistische (meestal erotiserende) keuze, maar is onrealistisch: korsetten zijn per definitie stijf en kunnen dus schuren en drukken op het huidoppervlak, wat niet de bedoeling is. Dit wordt verholpen met een chemise, shirt, blouse of hemd. Daarnaast zijn korsetten soms moeilijk te wassen, en chemises voorkomen dat ze vies worden.
In 2022 verspreidde het tijdschrift Vogue verscheidene korsetmythes. Korsetten dragen zou in de geschiedenis bij wet verplicht zijn geweest en bovendien aangestuurd door vrouwenhaat (omdat in deze mythe korsetten worden beschouwd als martelwerktuigen in plaats van onderkleding); ten tweede zou een goed alledaags korset altijd medische doelen dienen; ten derde dat tekeningen van geplette organen uit 1600-1800 accuraat waren - en nog steeds zijn. Ten vierde impliceerde Vogue dat plastische chirurgie, diëten en fitness beter zijn dan korsetten om je lichaam een bepaalde vorm te geven. Hier is tot op heden geen bewijs voor. Er zijn geen wetten over korsetgebruik, korsetten zijn bij uitzondering medische hulpmiddelen, medische kennis uit 1600-1800 moet met een korreltje zout genomen worden en korsetten zijn efficiënter dan lichaamsmodificaties.

## Korsetvormen
Populaire lichaamsvormen zijn onderhevig aan veranderende modes, zoals bijvoorbeeld de hoekige wespentaille-illusie, de kropperbuste of het "working girl"-silhouet van de jaren '80. Deze lichaamsidealen worden verkregen met behulp van allerlei soorten onderkleding, waaronder figuurcorrigerend ondergoed, bh's (push-up, beugels, vulling, etc.), huidvriendelijke tape, korsetten, hoepelrokken, onderrokken, make-up (contouring) en vullingen rond de bovenbenen, billen, heupen, borsten, oksels en schouders.